# 쿠안도 비바스 콘미고
《쿠안도 비바스 콘미고》(스페인어: Cuando vivas conmigo)은 2016년 방영된 콜롬비아의 텔레노벨라이다. 마리오 바르가스 요사의 소설을 바탕으로 제작되었다.